# Stary, kocham cię

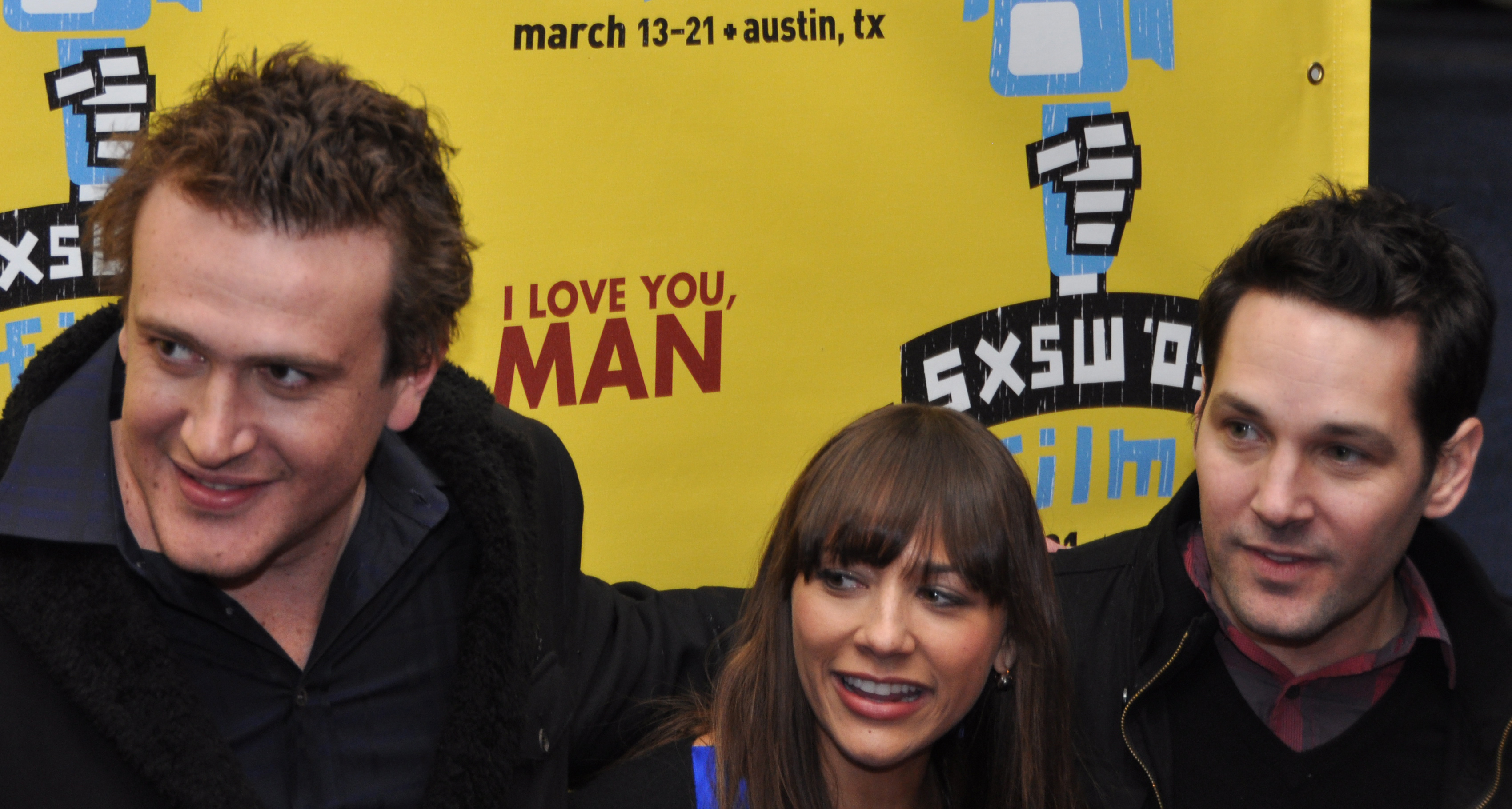
Odtwórcy głównych ról − Jason Segel, Rashida Jones i Paul Rudd − podczas premiery filmu w Austin w marcu 2009.

Stary, kocham cię (tytuł oryg. I Love You, Man) – amerykański film komediowy z 2009 roku w reżyserii Johna Hamburga.

## Fabuła
Peter Klaven, agent nieruchomości, właśnie zaręcza się ze swoją długoletnią partnerką Zooey. Zachwycona nadchodzącym ślubem dziewczyna informuje o wydarzeniu najbliższe przyjaciółki, lecz Peter nie ma z kim podzielić się dobrymi nowinami, ponieważ, mimo dojrzałego wieku, nie posiada żadnych bliskich znajomych. Zdaje sobie sprawę, że z racji zbliżających się zaślubin, potrzebuje drużby.
Desperacko poszukując przyjaciela, bohater poznaje ekscentrycznego Sydneya Fife'a. Z czasem ich specyficzna znajomość zaczyna się umacniać, na czym cierpi związek Petera i Zooey.

## Obsada aktorska
- Paul Rudd − Peter Klaven
- Jason Segel − Sydney Fife
- Rashida Jones − Zooey Rice
- Andy Samberg − Robbie Klaven
- Jaime Pressly − Denise McLean
- J.K. Simmons − Oswald Klaven
- Jon Favreau − Barry McLean
- Thomas Lennon − Doug Evans
- Sarah Burns − Hailey
- Jane Curtin − Joyce Klaven
- Lou Ferrigno − on sam
- Rob Huebel − Tevin Downey
- Aziz Ansari − Eugene
- Nick Kroll − Larry
- Mather Zickel − Gil
- Joe Lo Truglio − Lonnie
- Josh Cooke − Alan
- Brandon Molale − gracz rugby
- Brennan Reynolds − Shirt
- David Krumholtz − kumpel Sydneya
- gościnnie członkowie zespołów muzycznych Rush oraz OK Go

## Produkcja
Początkowo tytuł filmu miał brzmieć Let's be Friends; pod takim tytułem skrypt zrealizował Larry Levin. Scenariusz został wykupiony przez konkretne studio, lecz film, ostatecznie zatytułowany I Love You, Man, powstał dopiero po blisko jedenastu latach od nabycia praw autorskich od Levina. Jego finalna wersja jest efektem pracy reżysera Johna Hamburga, który dokonał zmian w skrypcie autorstwa Levina na rzecz własnej wizji artystycznej.
Film kręcono począwszy od kwietnia 2008 na terenie Kalifornii w Stanach Zjednoczonych. Lokacje atelierowe obejmowały przede wszystkim plenery dzielnic Los Angeles − Century City, North Hollywood, Silver Lake i Venice, choć także miejscowość Carson oraz studio filmowe Hollywood Center przy 1040 N. Las Palmas Avenue w Hollywood. Budżet, jakim posłużyli się twórcy, pozostaje nieznany.
Stary, kocham cię to trzeci z kolei wspólny projekt aktorów Paula Rudda i Jasona Segela. Wcześniej Segel i Rudd wystąpili razem w filmach Wpadka (Knocked Up, 2007) oraz Chłopaki też płaczą (Forgetting Sarah Marshall, 2008).

## Wydanie filmu
Obraz spotkał się z niezamierzonym sukcesem artystycznym. Otrzymał w dużej mierze pozytywne lub bardzo przychylne recenzje, których autorzy chwalili głównie relację wykreowaną przez dwóch bohaterów pierwszoplanowych, a także role aktorów drugoplanowych. Internetowy portal Rotten Tomatoes przyznał dziełu Hamburga ocenę w postaci 83% (portal charakteryzuje się specyficznymi kryteriami w ocenie projektów filmowych, wedle których wyższy procent oznacza lepszą/wyższą ocenę); opierała się ona na recenzjach stu osiemdziesięciu trzech profesjonalnych krytyków współpracujących ze stroną Recenzent czasopisma Entertainment Weekly przypisał filmowi notę w postaci „A” (w odniesieniu do amerykańskiej skali szkolnej, A−D), podczas gdy krytyk Peter Travers, współpracujący z magazynem Rolling Stone, wycenił go na . W swoim omówieniu dla sekcji „Film” portalu Wirtualna Polska, Katarzyna Peluch uznała obraz za „liberalną, okraszoną soczystymi (...) dialogami komedię o wychodzeniu poza schemat”. W ramach podsumowania swojej opinii, przyznała mu, w skali 1−10, siedem „gwiazdek”.

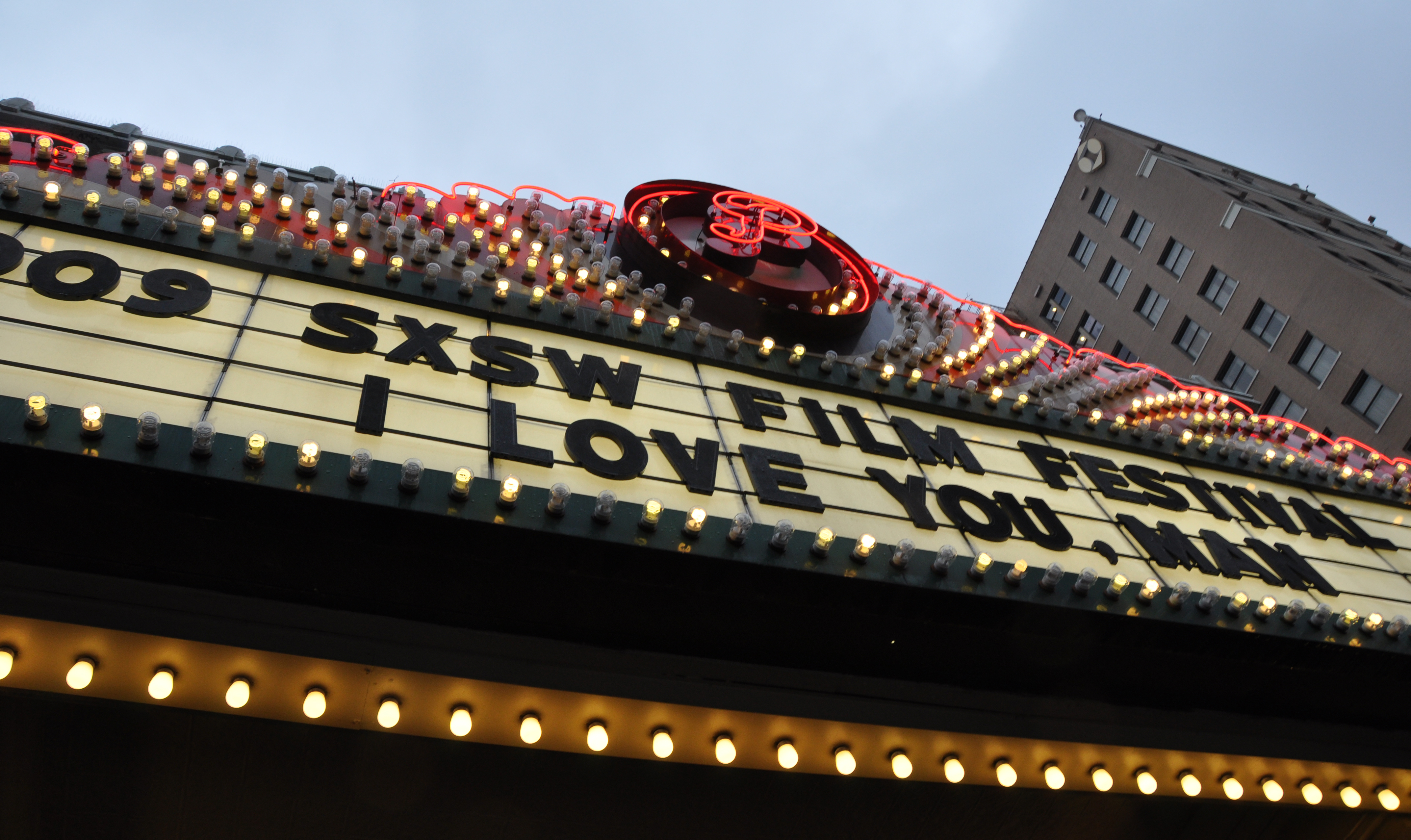
Szyld z tytułem I Love You, Man nad kinem Paramount Theatre − promocja filmu w Austin w stanie Teksas.

Film odniósł sukces kasowy, w kinach na całym świecie inkasując ponad dziewięćdziesiąt milionów dolarów.

## Nagrody i wyróżnienia
- 2009, MTV Movie Awards:
  - nominacja do MTV Movie Award w kategorii najlepszy filmowy pocałunek (nominowani: Paul Rudd, Thomas Lennon)
- 2009, Teen Choice Awards:
  - nominacja do nagrody Teen Choice w kategorii Choice Movie: Bromantic Comedy
  - nominacja do nagrody Teen Choice w kategorii Choice Summer Movie: Romance
  - nominacja do nagrody Teen Choice w kategorii Choice Movie Rockstar Moment (Paul Rudd, Jason Segel)
- 2010, GLAAD Media Awards:
  - nominacja do nagrody GLAAD Media w kategorii wybitny film − szeroka dystrybucja